# Microsoft OneDrive
Microsoft OneDrive (precedentemente conosciuto come Microsoft SkyDrive, prima ancora come Windows Live SkyDrive e Windows Live Folders) è un servizio di cloud storage e backup offerto da Microsoft, accessibile tramite browser e app desktop o app mobile (smartphone o tablet).
Per accedervi è necessario possedere un account Microsoft e l'opzione standard gratuita offre all'utente 5 GB di spazio, espandibile a 1 TB attraverso ulteriore pagamento.
Al momento l'applicazione ufficiale è disponibile per Windows Phone, iOS, Android, Windows Vista Service Pack 2, 7, 8, 8.1, 10, 11 e RT e macOS.

## Storia
Al suo lancio, quando ancora si chiamava Windows Live Folders, il servizio era in fase beta, aperto a pochissimi statunitensi. Il 1º agosto 2007, la beta è stata aperta a un pubblico più ampio, sempre però statunitense. Il 9 agosto 2007 il nome del servizio è stato cambiato in Windows Live SkyDrive, ed è stato esteso anche a Regno Unito e India.
Il 22 maggio 2008 è stato reso pubblico in 62 Stati, compresa l'Italia; alla fine del 2008 la capacità di Windows Live SkyDrive, è stata portata da 5 GB a 25 GB. Successivamente, la stessa capacità è stata ridotta: 5 GB gratuiti (7 GB di spazio totale); 20 GB € 8,00/anno (27 GB di spazio totale); 50 GB € 19,00/anno (57 GB di spazio totale); 100 GB € 37,00/anno (107 GB di spazio totale). Nel 2012, con la chiusura di Windows Live, SkyDrive è stato trasferito direttamente nella serie di prodotti Microsoft, cambiando nome in Microsoft SkyDrive.
Nel gennaio 2014 Microsoft annuncia il cambiamento della denominazione da SkyDrive in OneDrive in seguito a un accordo con British Sky Broadcasting, che aveva fatto causa all'azienda di Redmond per l'uso del proprio marchio. Il 19 febbraio 2014 il cloud diventa ufficialmente OneDrive e lo spazio di cloud storage disponibile gratuitamente passa da 7 a 10 GB.

## Caratteristiche
OneDrive può essere installato o come applicazione singola oppure (solo su PC) come modulo di Windows Essentials 2012. Come tutti i cloud storage tool può essere raggiunto anche tramite browser.

### Windows Live Photos
Windows Live Photos è una parte del servizio Microsoft OneDrive che permette agli utenti di caricare fotografie tramite web browser. Live Photos permette di "taggare", cioè contrassegnare, persone contenute nel proprio Windows Live People.

### Office Online
Office Online è una parte del servizio di Microsoft OneDrive, che permette di creare, modificare e condividere documenti di Microsoft Office direttamente da web browser.

### Preferiti
OneDrive permette di condividere con le persone conosciute i propri siti favoriti.

### Download come file .zip
Ogni cartella su OneDrive può essere scaricata come un archivio compresso .zip.

### App
È disponibile l'app ufficiale di OneDrive che scarica i file dallo storage su una partizione a scelta (non di hard disk esterni) e aggiorna automaticamente i file pubblicati anche da altri dispositivi.

### OneDrive for Business
Microsoft OneDrive for Business è la soluzione aziendale di OneDrive contenuta in Microsoft Office (dall'edizione 2013) e Microsoft 365.

### Altre caratteristiche
- La velocità di upload e download è "limitata".[6]
- Nel 2012 è stata pubblicata l'applicazione per Windows e Mac OS X di OneDrive, per sincronizzare i propri file con il cloud di Microsoft.
- Spesso, specie nei casi di account 365 Business, per eliminare taluni file (collegamenti a oggetti non più esistenti, condivisioni interrotte, download effettuati o cronologia di file aperti, etc.) occorre agire dalla versione desktop (browser su un PC) in quanto non eliminabili nell'app per dispositivi mobili.